# Бритвенный станок
Бри́твенный стано́к (безопа́сная бри́тва)— приспособление, которое держит лезвие бритвы во время бритья. При этом, для соблюдения безопасности, края лезвия только немного выступают из станка. Однако, при бритье даже такой бритвой, можно достаточно легко нанести порезы, но, в отличие от опасной бритвы, глубокие раны исключены.

## История
До изобретения станка мужчины брились клинковыми бритвами.
Первый безопасный станок для бритья изобрел во второй половине XVIII века Jean-Jacques Perret, установив механический ограничитель из дерева на клинковую бритву.
В 1847 году William Samuel Henson из Англии зарегистрировал патент на бритвенный станок с лезвием и защитной планкой, расположенными перпендикулярно ручке. Рисунок станка напоминал грабли.
В 1874 году John Monks из Глочестера получил в Англии патент на безопасный бритвенный станок, по форме напоминающий рубанок, сделанный из одной изогнутой полоски металла со сменным лезвием. В США патент был получен 1878 году. Похожий патент получил в 1879 году во Франции Pierre Lucien Fontaine из Chartres. Продукцию по этим патентам выпускала американская American Safety Razor Co.
в 1880 году братья Фредерик и Ричард Кэмпф из Саксонии, переехавшие в США, также зарегистрировали патент на безопасную бритву. Именно в этом патенте впервые появляется термин «safety razor». Продукцию по этому патенту они продавали под брендом «Star Safety Razor», предположительно, такая безопасная бритва продавалась с 1875 года. Лезвия к таким бритвам производились разными компаниями, однако они не были одноразовыми. Предполагалось, что затупившееся лезвие нужно достать из головки и заточить, а потом использоваться вновь. В период с 1880 по 1901 годы только в США было зарегистрировано более 80 патентов, связанных с бритвенными станками.
В 1901 году Кинг Кэмп Жиллетт вместе с Уильямом Никерсоном (William Nickerson) разработал станок, в который зажималось лезвие для бритья. Принципиальным отличием от других бритвенных станков было то, что тонкое недорогое лезвие, пришедшее в негодность, предполагалось просто заменять на новое, а не затачивать. К 1906 году Жиллетт продавал 300 000 бритвенных станков в год и стал эксклюзивным поставщиком бритв для американской армии в период Первой мировой войны.
В начале 20 века стоимость бритвы в США составляла около 1 доллара, набор из 12 запасных лезвий стоил столько же.
В 1970 году компания Wilkinson впервые выпустила бритвенный станок со сменным картриджем — головка с интегрированным лезвием.
С 1971 года (когда Gillette представила двухлезвийный картридж) получили распространение бритвенные станки со сменными многолезвийными картриджами (два или три лезвия в неразборном пластмассовом корпусе).
В 1974 году в продаже появилась первая «одноразовая бритва» от французской компании BIC.
В 1977 году Gillete выпустила первую бритву с «плавающей» головкой-картриджем.
В начале 21 века сохраняется тенденция к росту рынка бритвенных станков и лезвий в денежном выражении. На продажи именно бритвенных станков в штучном выражении влияют такие факторы, как растущая забота о экологии (общий тренд на снижение потребления одноразовых изделий), так и развившаяся мода у молодой части населения на бороды, требующие профессионального ухода цирюльника. Однако покупатели женщины увеличивают потребление бритвенных станков и картриджей к ним, компенсируя негативный тренд. Кроме того, бритвенные станки становятся в популярными и доступными на новых рынках, к примеру Индии, что также компенсирует падение потребления дешевых бритвенных станков в западном мире. В разных странах и регионах лидируют разные компании по объему продаж, наиболее широко, почти во всех странах значимую долю рынка занимает продукция компании Gillette. Однако лидерами в некоторых странах являются национальные производители, как в Пакистане, где лидирует компания Treet.
В 2000х — 2020х годах в денежном выражении рынок поделен примерно на равные сегменты между одноразовыми станками, бритвенными системами со сменным картриджем, электробритвами. По каналам продаж также сохраняется примерный паритет между гипермаркетами, магазинами шаговой доступности, интернет-магазинами.
Эпидемия Covid-19 и режим изоляции оказали влияние на рынок бритвенных станков. В этот период снизилось потребление розничными покупателями из-за отсутствия необходимости чисто бриться при изоляции, однако выросло потребление одноразовых бритвенных станков в медицине.
К наиболее известным в сфере бритвенных станков в начале 21 века можно отнести имена Gillette (США), Schick (США), Dollar Shave Club (США), HeadBlade (США), Harry’s (США), Lord (Египет), BiC (Франция), Feather (Япония), Kai (Япония), Treet (Пакистан), Hommage (Великобритания).

### Российская Империя
В начале 20 века в разных городах империи можно было приобрести Т-образные станки по цене около 1 рубля, набор из 12 запасных лезвий стоил чуть дороже. Оригинальную бритву Gillette с комплектом лезвий можно было приобрести за 10 рублей.

### СССР
В 1928 году в стране уже продавались безопасные бритвы и лезвия к ним отечественного производства от «Русско-Германского Товарищества Шведский шилет» (Sweden Shilet).
В СССР производились в основном классические бритвенные станки. В середине 1980-х годов производились одноразовые однолезвийные станки "Спутник". В середине XX века основными производителями бритвенных станков являлись завод «Красная Звезда» и «Завод аппаратов безопасных бритв» (Москва), завод «Пишмаш» (Казань), «Красный Партизан» (Молотов). Форма, материалы и размеры бритвы определялись государственными стандартами (ГОСТ 3359-54, ГОСТ Р 51243-99) и ТУ Министерства топливной и местной промышленности РСФСР). Продукция крупнейшего завода «Красная звезда» была зачастую невысокого качества из-за плохого контроля качества, неудачного планировки производственных помещений, дефицита качественных расходных материалов.
Бритвенный станок изготавливался из латуни, нержавеющей стали или пластмассы, также распространены были изделия из сочетания указанных материалов, также никелированных и хромированных металлов. Как правило изделие продавалось в специальном футляре.
В первой половине двадцатого века выпускались кособреющие станки, требовавшие особой сноровки в использовании, однако в 1958 году такие станки уже не производились.

### Российская Федерация
На территории РФ в начале 21 века действовало несколько предприятий по производству бритвенных станков. Наиболее крупным являлся ООО «Петербург продактс интернешнл» принадлежащий P&G Service GmbH (торговая марка Gillette), на котором изготавливали лезвия «Sputnik» и бритвенные станки «Gillette» без сменных деталей («одноразовые»). Значимая часть продукции экспортировалась. Одним из известнейших российских предприятий является ПАО Мосточлегмаш (торговая марка Rapira), специализирующееся в том числе и на изготовлении бритвенных станков и лезвий. Бритвенные станки также с 2016 года производят заключенные в исправительной колонии № 10 Екатеринбурга

## Классификация

### По количеству режущих сторон

#### Классический бритвенный станок
Классический бритвенный станок со сменным обоюдоострым лезвием (он же Т-образный), изобретённый Жилеттом, выпускается до сих пор и пользуется достаточной популярностью из-за низкой стоимости лезвия в результате его стандартизации, относительной простоты и длительного срока службы, связанной с лёгкостью полной очистки от остатков волос и влаги. Именно Gillette придумал бизнес модель, названную впоследствии в его честь «Razor and Blade business model». Суть заключается в получении основной прибыли не от продажи основного продукта, а от продажи запасных частей или дополнительных элементов к основному продукту.
Классические бритвенные станки имеют много преимуществ по сравнению с современными бритвенными станками:
- низкая цена устройства, учитывая надежность конструкции. Срок службы неограничен, многие пользователи используют бритвенные станки произведенные в первой половине 20 века.
- низкая цена сменных лезвий.
- взаимозаменяемость лезвий разных производителей.
- широкий ассортимент лезвий по толщине, заточке и покрытиям, позволяющий индивидуально подобрать лезвие под свой стиль бритья.
- более качественное и точное бритье.
- более экологичные расходные материалы, по сравнению с одноразовыми бритвами или бритвами со сменными картриджами[27]

Среди классических бритвенных станков можно выделить три вида, различающихся конструкцией головки:
- раскрывающийся (butterfly type);
- бреющий в косом направлении (slant);
- обычный.[1]

Раскрывающиеся станки позволяют быстро установить лезвие и начать бритье, но более требовательно к мытью после использования и сушке. Считаются менее надежными.
Кособреющий и обычный станки как правило состоят из трех основных частей: ручки, рамы крепления и предохранительной планки. Рама крепления имеет два выступа и винт посередине. Большинство массовых лезвий унифицированы по размерам и по расположению отверстий, что позволяет надевать лезвие на раму, фиксировать предохранительной планкой и закреплять конструкцию, закручивая ручку на винт рамы.
Процесс бритья обычным и раскрывающимся бритвенным станком не отличается от бритья современной бритвой, однако после использования, станок должен быть разобран, промыт и просушен.
Бритье кособреющим станком (косорезом) требует особых навыков, так как имеет нетрадиционную форму рамы крепления. При бритье лезвие располагается не под прямым углом к направлению движения бритвы, поэтому вероятность порезаться выше, но выше и качество бритья.
Обычные станки делятся на следующие подвиды в зависимости от формы предохранительной планки:
- бритвы типа «открытый гребень» (open comb)
- бритвы типа «закрытый гребень» (closed comb)

Бритвы типа «закрытый гребень» имеют прямую предохранительную планку и считаются более безопасными. Однако в процессе использования сильнее забиваются и требуют более тщательной промывки в процессе бритья. Сам процесс занимает больше времени.

Бритвы типа «открытый гребень» имеют предохранительную планку с гребенкой по бокам. Лезвие располагается под иным углом, бритье становится чуть более опасным, но более качественным и быстрым. Это самые распространенные бритвы среди станков с двумя режущими сторонами. 

#### Станок с одной режущей стороной
К ним относится большинство современных бритвенных станков. Одним из известных изобретателей, сделавших значительный вклад в развитие бритвенных станков, являлся Джейкоб Шик . Одним из его изобретений является система из односторонней бритвы и особого картриджа с лезвиями (Schick Injector), позволяющая сменить лезвие в бритвенном станке, не касаясь его руками.

### По возможности замены деталей

#### Станки без сменных деталей
К ним относятся бюджетные безопасные бритвы, в которых не предусмотрена замена деталей. В бреющей головке устанавливается не более трех лезвий. Такие бритвенные станки зачастую являются одноразовыми. Потребление таких станков растет за счет роста популярности бриться среди населения с низкими доходами, повышенными потребностями медицинских учреждений в период эпидемий, а также из-за роста популярности туризма и гостиничных услуг, где активно используются одноразовые бритвенные станки. К двадцатому году ежегодно выбрасывалось 5 млрд одноразовых бритвенных станков, что оказывает значительное влияние на экологию. К 2019 году крупнейшими компаниями на рынке одноразовых бритв являются P&G, BIC, KAI, DORCO, Edgewell Personal Care, и т. д.

#### Станки со сменным лезвием
К ним относятся классические Т-образные двусторонние станки и односторонние станки со сменным лезвием.

#### Станки со сменной головкой
Наиболее распространенный вид безопасных бритв. Станки со сменными многолезвийными головками имеют неунифицированные крепления для подвижной или неподвижной фиксации бритвенных головок. Головки содержат различное количество лезвий (от двух до пяти-шести), полоску для натягивания участка кожи и приподнимания волосков и иногда увлажняющую полоску для снижения раздражения побритой кожи. Крепление головки к станку может быть жёстким либо подвижным — «плавающим», для лучшего огибания рельефа тела при бритье. К недостаткам конструкции можно отнести несовместимость головок и станков различных линеек даже в ассортименте одного и того же производителя, высокую стоимость головки, небольшой срок службы (в среднем 15 процедур бритья) и трудоёмкость очистки лезвий от остатков волос и влаги.

### Специфичные для определенных частей тела

#### Станки «для мужчин»
В начале 21 века к ним относятся станки со стандартной ручкой, с помощью которой удобней брить лицо. Мужчины потребляют большее количество бритвенных станков, благодаря привычке к более частому бритью, чем женщины.

#### Бритвенные станки «для женщин»
В начале 21 века к ним относятся станки с измененной ручкой, за которую более удобно держать станок при бритье всего тела (Gillette Venus и т. д.) К концу 20 века около 98 % женщин в США удаляли волосы с разных частей тела, большинство использовало для этих целей бритвенные станки. Первая «женская» модель бритвы — Milady Décolleté от Gillette появилась в продаже в 1915 году. В те времена акцент делался на бритье подмышек. В период второй мировой войны из-за возникшего дефицита нейлона, и как следствие, дефицита колготок, произошёл скачок потребления бритвенных станков, женщины стали удалять волосы с ног. В конце 20 века бритвенные станки использовались женщинами для удаления волос и в зоне бикини.

#### Станки для бритья головы
Имеют специфическую форму ручки из-за особенного хвата при бритье своей головы. Широкую известность получили бритвы бренда HeadBlade.

#### Станки для нежной кожи
Среди ассортимента бритвенных станков можно найти станки, отличающиеся более бережным бритьем, которые рекомендуется использовать для особо чувствительных зон (Gillette Skin Guard).

### Прочие классификации
Бритвенные станки можно разделить на энергонезависимые и потребляющие электричество для вибрации (Gillette Power) или нагрева (GilletteLabs Heated Razor) .
Станки различаются по количеству лезвий — от 1 до 6. Первый бритвенный станок с двумя лезвиями появился в 1971 году, им стал Gillette Trac II. Среди одноразовых бритвенных станков наиболее популярными к 2019 году стали бритвенные станки с 3 или 4 лезвиями, составляя в денежном выражении чуть меньше половины рынка. Однако доля станков с 1 или 2 лезвиями значительна.
Можно выделить дорожные станки, отличающиеся компактностью (Giilette Venus Snap и им подобные) и комплектным футляром
В ассортименте некоторых производителей можно выделить премиальные линейки станков для бритья (KingC Gillette).
Можно разделить бритвенные станки и по способу дистрибуции. Это преимущественно розничные продажи для таких брендов как Gillette и Schick и т. д. и распространение преимущественно при помощи подписки (бренды Harry’s, Billie, Dollar Shave Club на территории США. В России по модели подписки с 2017 года работает «Gillette Клуб». Также на рынке подписок представлены бренды Qshave и «Просто клуб бритв». В США объемы продаж бритвенных станков и картриджей к ним по подписной модели достигают сумм в сотни миллионов долларов во второй декаде двадцать первого века.